# Capela (Sergipe)
Capela is een gemeente in de Braziliaanse deelstaat Sergipe. De gemeente telt 28.960 inwoners (schatting 2009).